# Међународни сајам грађевинарства у Београду
Међународни сајам грађевинарства у Београду (SEEBBE) је специјализована међународна манифестација која обухвата најразличитије сегменте грађевинске индустрије, од истраживања и пројектовања, преко изградње и одржавања објеката у високоградњи, нискоградњи и хидроградњи, до представљања најсавременијих материјала, грађевинских машина, уређаја и алата. Употпуњују га и различити начини адаптације, реконструкције и рестаурације, као и промоција старих заната који су друга крајност савременим информационим технологијама и модерном управљању пројектима. Као финална делатност, део Сајма грађевинарства је и опремање ентеријера.
Организатор је Београдски сајам. Одржава се у континуитету од 1975. године.
Међународни сајам грађевинарства у Београду водећи је сајамски догађај у грађевинској индустрији у региону југоисточне Европе и представља прилику за испитивање тржишта, проширење сарадње и покретање нових пројеката, а за домаће излагаче начин да увек буду у центру иновација и на нивоу критеријума које постављају светски стандарди. Учесници манифестације су сви еминентни домаћи и страни грађевински произвођачи, дистрибутери и трговци опремом и материјалима.
Осим изложбеног дела током манифестације се организује и пратећи програм у оквиру кога се одржавају бројна стручна предавања из области грађевинарства, архитектуре, дизајна и др.
Сваке године најуспешнијим излагачима додељују се награде Сајма: „Нова визура” за иновације, „Посебно признање” и „Специјално признање”. Лауреате бира стручни жири састављен од еминентних стручњака у овој области.